# جید بوهو
جید بوهو (انگلیسی: Jade Boho؛ زادهٔ ۳۰ اوت ۱۹۸۶) بازیکن فوتبال اهل اسپانیا است.
از باشگاه‌هایی که در آن بازی کرده‌است می‌توان به باشگاه فوتبال رایو وایکانو، باشگاه فوتبال زنان اتلتیکو مادرید، و باشگاه فوتبال اتلتیکو مادرید اشاره کرد.
وی همچنین در تیم‌های ملی فوتبال Spain women's national under-19 football team و زنان گینه استوایی بازی کرده‌است.